# Kurt Mondschein
Kurt Mondschein (* 22. März 1926; † 14. Januar 2009 in Puchheim) war ein deutscher Fußballspieler. Er spielte von 1949 bis 1959 für den TSV 1860 München. Der rechte Halbstürmer kam in dieser Zeit auf 118 Oberligaspiele (42 Tore) in der Oberliga Süd sowie 86 Spiele (52 Tore) in der 2. Liga Süd.

## Laufbahn
Der technisch versierte Halbstürmer „Kurti“ Mondschein debütierte am 30. Oktober 1949 beim Auswärtsspiel der „Löwen“ bei Kickers Offenbach in der Oberliga Süd. Er kam in seinem ersten Oberligajahr 1949/50 auf lediglich drei Einsätze in der Mannschaft von Trainer Max Schäfer. Die „Blauen“ belegten den neunten Rang und Georg Pledl, Franz Hammerl, Helmut Seemann, Helmut Fottner, Max Link, Engelbert Schmidhuber und Otto Thanner bildeten den Kreis der Stammspieler. Ab dem zweiten Oberligajahr, 1950/51, bildete er gemeinsam mit Rechtsaußen Ludwig Zausinger die rechte Angriffsseite der „Löwen“. Aufgrund ihrer geringen Körpergröße – beide waren kleiner als 1,70 m – wurde das Sturmduo bei 1860 auch als „Zwergerl-Sturm“ bezeichnet. Bereits am ersten Rundenspieltag, den 20. August 1950, wirbelten sie beim 2:0-Heimsieg erfolgreich die Abwehr von Schwaben Augsburg durcheinander. Sein erstes Oberligaderby gegen die „Roten“ vom FC Bayern bestritt der wendige und trickreiche Offensivspieler am 12. November 1950 vor 35.000 Zuschauern im Stadion an der Grünwalder Straße. Zum 3:2-Erfolg seiner Mannschaft steuerte er den dritten „Löwen“-Treffer bei. Auch beim unerwartet hohen 6:0-Auswärtssieg beim Spitzenreiter 1. FC Nürnberg am 10. Dezember 1950 gehörte der Filigrantechniker zu den Torschützen. Seine Kombination der Dribbelkunst in Verbindung mit Trefferqualität stellte er auch eindrucksvoll beim 8:1-Heimerfolg am 18. Februar 1951 gegen den SSV Reutlingen unter Beweis. Er beendete die Trefferfolge mit einem Hattrick, indem er die Tore zum 6:1, 7:1 und 8:1 erzielte. 1860 München belegte am Rundenende zwar nur den sechsten Rang in der Oberliga Süd, konnte aber mit 97:67 Toren den torfreudigsten Angriff vorweisen. Mondschein erzielte an der Seite der Offensivkollegen Zausinger (28-5), Thanner (18-13), Fottner (26-18), Link (28-13), Kurt Lauxmann (25-12) in 24 Ligaspielen zwölf Tore.
Mit dem neuen Trainer Fred Harthaus setzte man zur Runde 1952/53 verstärkt auf den eigenen Nachwuchs. Mit Mittelstürmer Ernst Wechselberger (17-13) konnte sich auch ein Talent auf Anhieb profilieren, aber der Umbruch endete – auch begünstigt durch massive Verletzungsausfälle – in einem Desaster. Der zumeist auf den Halbstürmerpositionen eingesetzte Mondschein konnte mit seinen neun Treffern in 26 Ligabegegnungen den Abstieg nicht verhindern. Mit einem 5:2-Heimerfolg am 26. April 1953 gegen den 1. FC Nürnberg beendeten die „Löwen“ als Vorletzter die Runde und stiegen in die II. Division ab. Jetzt übernahm wieder Max Schäfer das Traineramt und „Kurti“ Mondschein war mit seinen 25 Treffern in der Saison 1954/55 einer der Hauptgaranten der Oberligarückkehr von 1860 München. Zwar kamen mit Johann Auernhammer und Alfons Stemmer hoffnungsvolle neue Leute in der Oberliga 1955/56 zum Zug und Mondschein bewies in 23 Ligaspielen mit acht Treffern seine immer noch vorhandene Oberligaqualität, aber mit nur 19:41 Punkten stieg 1860 sofort wieder in die 2. Liga Süd ab. Dort holten sich die „Löwen“ mit dem Rekord von 103:47 Toren die Meisterschaft in der 2. Liga und kehrten umgehend wieder in die Oberliga zurück.
„Kurti“ Mondschein gehörte ab 1957 noch zwei Runden dem Oberligakader der „Blauen“ an, aber nur noch als Ergänzungsspieler. Der neue Trainer Hans Hipp setzte im Angriff auf Helmut Albert, Ferdinand Börstler, Rudolf Kölbl, Peter Lihl und Johann Auernhammer. Mit seinem Einsatz am 7. September 1958 beim Auswärtsspiel gegen Eintracht Frankfurt endete die Oberligalaufbahn des Jugendidols von Franz Beckenbauer.
Nach der Reamateurisierung spielte er wieder für seinen Heimatverein FC Puchheim bei München.
Wortspiele mit seinem Namen boten sich geradezu an. „Mondschein glänzte“ oder „Mondschein überstrahlte alle“, hieß es in den Zeitungen nach starken Auftritten.